# Cavalera Conspiracy
Cavalera Conspiracy is een groove/thrashmetal-band met leden uit Brazilië, Frankrijk en de Verenigde Staten. De band heeft Max Cavalera (Soulfly, ex-Sepultura) als leadzanger en verder rhythmgitarist Igor Cavalera (ex-Sepultura) als drummer, Soulfly-gitarist Marc Rizzo en Johny Chow als bassist. Cavalera Conspiracy is ook de reünie van de broers Cavalera. Het is voor het eerst in 12 jaar dat zij samen spelen sinds de breuk van de band Sepultura (op 16 december 1996 in Londen). Oorspronkelijk koos Max voor Inflikted als bandnaam, maar die was al eerder gebruikt. Daarom veranderde hij de naam in Cavalera Conspiracy.

## Inflikted
Cavalera Conspiracy's debuutalbum werd uitgebracht door Roadrunner Records op 24 maart 2008. Het album, getiteld Inflikted, werd opgenomen in Undercity Studios in Los Angeles met co-producer Logan Mader in juli 2007. Inflikted bevatte een gastoptreden van de voormalige bassist uit Pantera en huidige Down-bassist Rex Brown in het nummer "Ultra-Violent". Bovendien was Max' stiefzoon Ritchie Cavalera (van Phoenix) medezanger in het nummer "Black Ark".
Het artwork voor het album werd gemaakt door Surface to Air. Surface to Air maakte ook de video "Sanctuary" (in januari 2008 in Parijs, Frankrijk). Joe Duplantier heeft gezegd dat de tweede video "Inflikted" zal worden.

## 2008 Tour
Cavalera Conspiracy heeft midden 2008 een Europese tour gedaan. Tijdens deze tour speelde de band ook verschillende Sepultura liedjes en "Wasted away" van Nailbomb. Naar verwachting zal Cavalera Conspiracy een bezoek zal brengen aan de Verenigde Staten met Dillinger Escape Plan en Throwdown na hun bezoek aan Europa.
De band zal ook deelnemen aan het Monsters of Rock Canada 2008 muziekfestival in het Calgarys McMahon Stadion op zaterdag 26 juli, samen met andere hardrock- en heavy metalbands als Ozzy Osbourne (met bandleden Zakk Wylde, Mike Bordin, Blasko en Adam Wakeman), Judas Priest, Testament, Serj Tankian, The Dillinger Escape Plan, Shadows Fall, Voivod, Hatebreed, 3 Inches Of Blood, Priestess en Zimmers Hole.
In september 2008 gingen zij door Australië op tournee met Judas Priest.
Op 2 juni 2008 werd op de website onthuld dat Joe Duplantier niet mee zal gaan op de 2008 tour omdat hij begint aan het opnameproces voor het komende (vierde) studioalbum van Gojira. Duplantier zal worden vervangen door Johny Chow, van de stonermetal-band Fireball Ministry.

## Discografie

### Albums
| Album met eventuele hitnotering(en) in de Nederlandse Album Top 100 | Datum van verschijnen | Datum van binnenkomst | Hoogste positie | Aantal weken | Opmerkingen |
| ------------------------------------------------------------------- | --------------------- | --------------------- | --------------- | ------------ | ----------- |
| Inflikted                                                           | 21-03-2008            | 29-03-2008            | 44              | 3            |             |
| Blunt force trauma                                                  | 25-03-2011            | 02-04-2011            | 74              | 1            |             |
| Pandemonium                                                         | 2014                  |                       |                 |              |             |
| Psychosis                                                           | 2017                  |                       |                 |              |             |

| Album met hitnotering(en) in de Vlaamse Ultratop 200 albums | Datum van verschijnen | Datum van binnenkomst | Hoogste positie | Aantal weken | Opmerkingen |
| ----------------------------------------------------------- | --------------------- | --------------------- | --------------- | ------------ | ----------- |
| Inflikted                                                   | 2008                  | 29-03-2008            | 40              | 8            |             |
| Blunt force trauma                                          | 2011                  | 02-04-2011            | 67              | 3*           |             |

### Singles
- Sanctuary (2008)

### Videoclips
- Sanctuary (2008)